# Saint-Symphorien-des-Bruyères
Saint-Symphorien-des-Bruyères is een gemeente in het Franse departement Orne (regio Normandië) en telt 497 inwoners (1999). De plaats maakt deel uit van het arrondissement Mortagne-au-Perche.

## Geografie
De oppervlakte van Saint-Symphorien-des-Bruyères bedraagt 16,3 km², de bevolkingsdichtheid is 30,5 inwoners per km².
De onderstaande kaart toont de ligging van Saint-Symphorien-des-Bruyères met de belangrijkste infrastructuur en aangrenzende gemeenten.

## Demografie
Onderstaande figuur toont het verloop van het inwonertal (bron: INSEE-tellingen).
1. ↑  Populations de référence 2022.